# Hernán Gaviria
Hermán Gaviria Carvajal (27. november 1969 - 24. oktober 2002) var en colombiansk fodboldspiller (midtbane).
Gaviria spillede størstedelen af sin karriere i den hjemlige liga, hvor han primært var tilknyttet Atlético Nacional fra Medellín og Deportivo Cali. Med begge klubber var han med til at vinde det colombianske mesterskab. Han tilbragte også et enkelt åri japansk fodbold.
Gaviria spillede desuden, mellem 1993 og 1999, 28 kampe og scorede tre mål for det colombianske landshold. Han repræsenterede sit land ved VM i 1994 i USA. Her spillede han to af colombianernes tre kampe, og scorede et enkelt mål i sejren over Schweiz. Han var også med til at vinde bronze ved Copa América, i både 1993 og 1995.
Gaviria døde den 24. oktober 2002, i en alder af kun 32 år, da han blev ramt af et lyn under træning for sin klub, Deportivo Cali.

## Titler
Categoria Primera A
- 1991 og 1994 med Atlético Nacional
- 1998 med Deportivo Cali